# Arthur Verocai
Arthur Côrtes Verocai (Río de Janeiro, 17 de junio de 1945) es un pianista, guitarrista, compositor y docente brasileño.
Participó, como compositor, de incontables festivales de música en la década de 1960. Trabajó como arreglador de discos y presentaciones de diversos cantantes, tales como Ivan Lins, Jorge Ben Jor, Elizeth Cardoso, Gal Costa, Erasmo Carlos, Célia y Marcos Valle. Fue director musical y arregladorde la TELE Globo, en programas como Sonido Libre Exportación, Chico City y La gran familia. También trabajó en música para publicidad.
En 1972, lanzó su primer disco suelo, llamado Arthur Verocai, mezclando jazz, bossa nueva y música experimental. El disco no fue bien aceptado por el público, en la época, y permaneció olvidado por muchos años, hasta que productores musicales de Hip Hop norteamericanos le redescubrieron. Uno de ellos fue Little Brother, que utilizó un tramo de la canción Caboclo como sample para su We Got Now. MF Doom y Ludacris también utilizaron canciones de Verocai.
Grabó, en 2002, el disco Saudade Demás, con muchas de sus composiciones. En 2003, tuvo su primero LP, Arthur Verocai, relanzado en CD por la Ubiquity Records. El CD llegó a costar más de R$ 1000,00 en tiendas especializadas. En 2008, lanzó por un sello inglés el CD Encore. Se encargó del arreglo de los CD Nueve, de Ana Carolina, y Hecho para acabar, de Marcelo Jeneci. Verocai tocó en el Rock in Río 6 con la banda Dônica en 2015, y el año siguiente compuso para el cierre de los Juegos Paralímpicos de Verano de 2016 en el Río y lanzó el álbum En el Vuelo del Urubu.